# 瑟烏卡鄉
47°29′N 22°28′E / 47.483°N 22.467°E
瑟烏卡鄉（羅馬尼亞語：Comuna Săuca, Satu Mare），是羅馬尼亞的鄉份，位於該國西北部，由薩圖馬雷縣負責管轄，面積55平方公里，海拔高度162米，2007年人口1,448，人口密度每平方公里26人。